# Uwertura

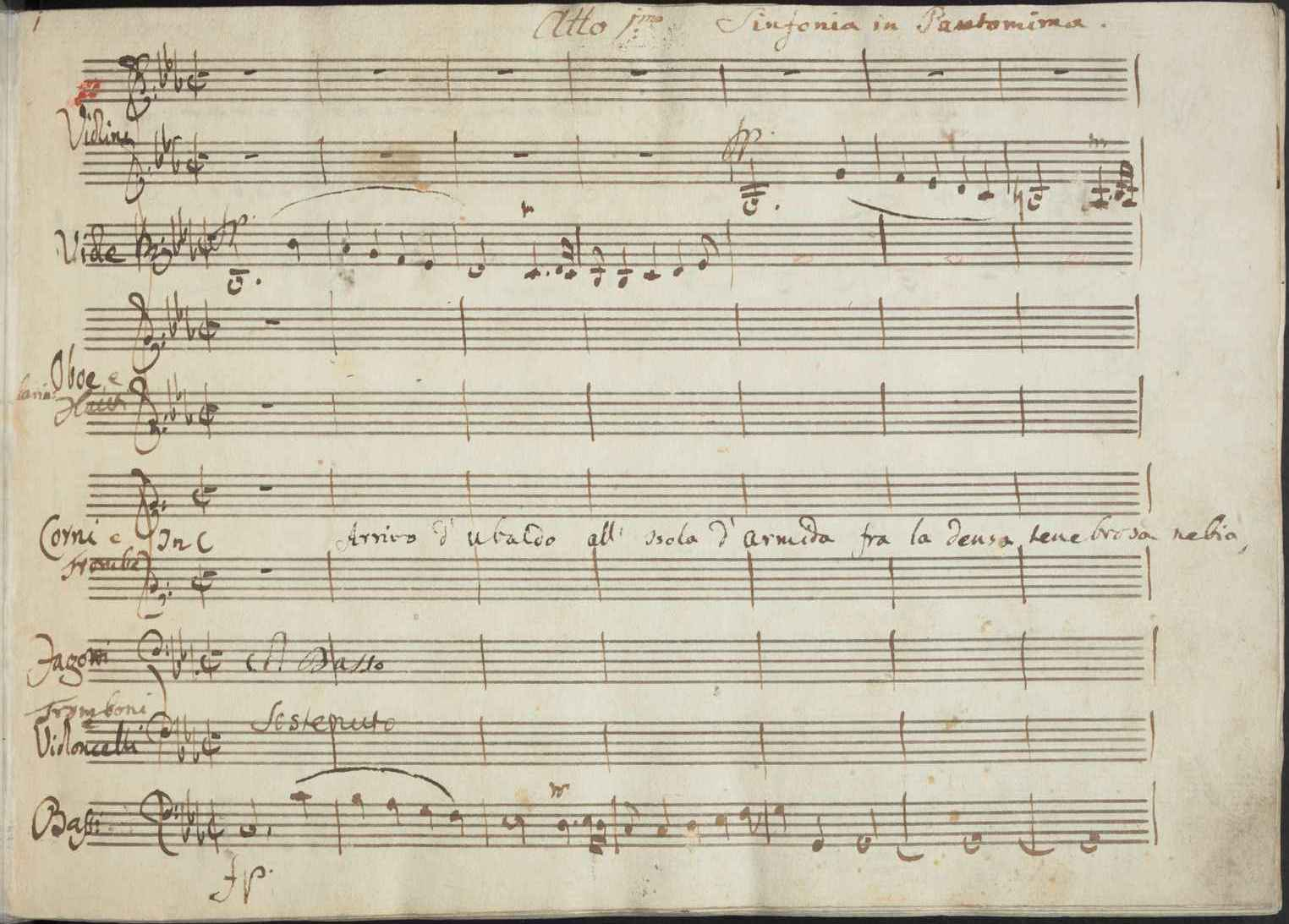
Pierwsza strona rękopisu uwertury do opery Armida Antonia Salieriego

Uwertura (fr. ouverture – otwarcie, rozpoczęcie; także intrada, entrée, w XVII wieku: symfonia, sinfonia) – niecykliczna instrumentalna forma muzyczna, najczęściej w formie sonatowej stanowiąca wstęp do opery, oratorium, baletu, kantaty lub innego większego dzieła muzycznego, lecz również dramatów teatralnych wykonywana przez orkiestrę. 
Pomimo jej nietanecznego charakteru, jest to również jedna z możliwych nazw (wymiennie z sinfonią) części wstępnej suity barokowej, która najczęściej przyjmuje wtedy formę uwertury francuskiej, przy czym ostatnia część może ograniczać się do roli cody. Uwertura może być również osobnym dziełem koncertowym. 
Ferenc Liszt nazywał uwerturami niektóre ze swoich poematów symfonicznych, zapewne z powodu ścisłego w owym czasie związku uwertury z formą sonatową, Claude Debussy zaś nazwał jedną ze swoich uwertur koncertowych preludium (Prélude à l'après-midi d'un faune). Georges Bizet oraz Nikołaj Rimski-Korsakow określali niektóre swoje uwertury mianem audabe. 
Za jedną z najwybitniejszych uwertur uznaje się uwerturę do Snu nocy letniej Williama Szekspira skomponowaną w 1826 przez 17-letniego Felixa Mendelssohna-Bartholdyego.

Z całą pewnością uwertura włoska z jej dominacją żywego tempa ilustruje
witalność neapolitańczyków, gdy uwertura francuska może być potraktowana jako
idealna ilustracja arystokratycznej godności i dworskiego przepychu.

## Uwertura włoska

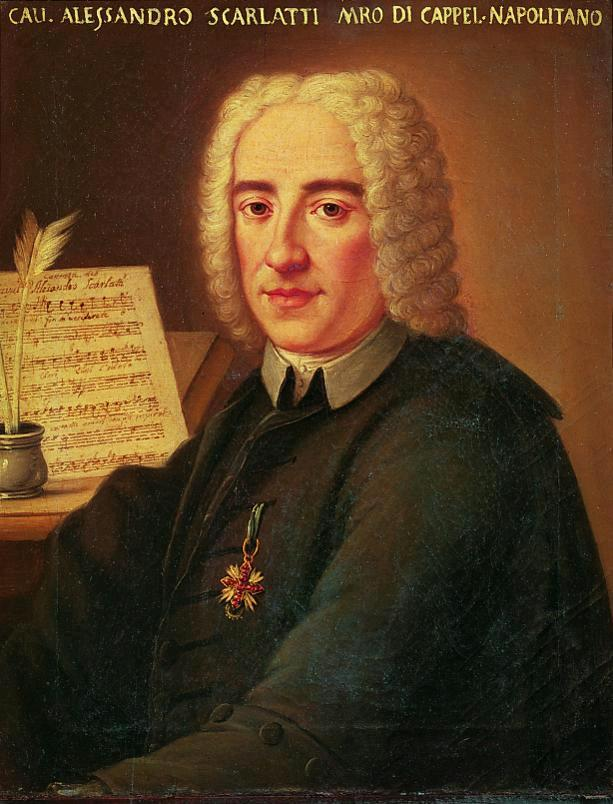
Alessandro Scarlatti, twórca uwertury włoskiej, na portrecie nieznanego malarza z XVIII wieku

Forma uwertury włoskiej, zwanej też neapolitańską lub sinfonią, stworzona została przez Alessandra Scarlattiego, który wprowadził ją w operze Dal male il bene z 1686. Składa się ona z trzech części: szybkiej-wolnej-szybkiej, przy czym część środkowa miała początkowo charakter śpiewnego łącznika w tonacji paralelnej, zaś część ostatnia miała charakter taneczny. Uwertura włoska jako wstęp do dzieł scenicznych przyczyniła się do wykształcenia formy sonatowej, głównie symfonii.

## Uwertura francuska

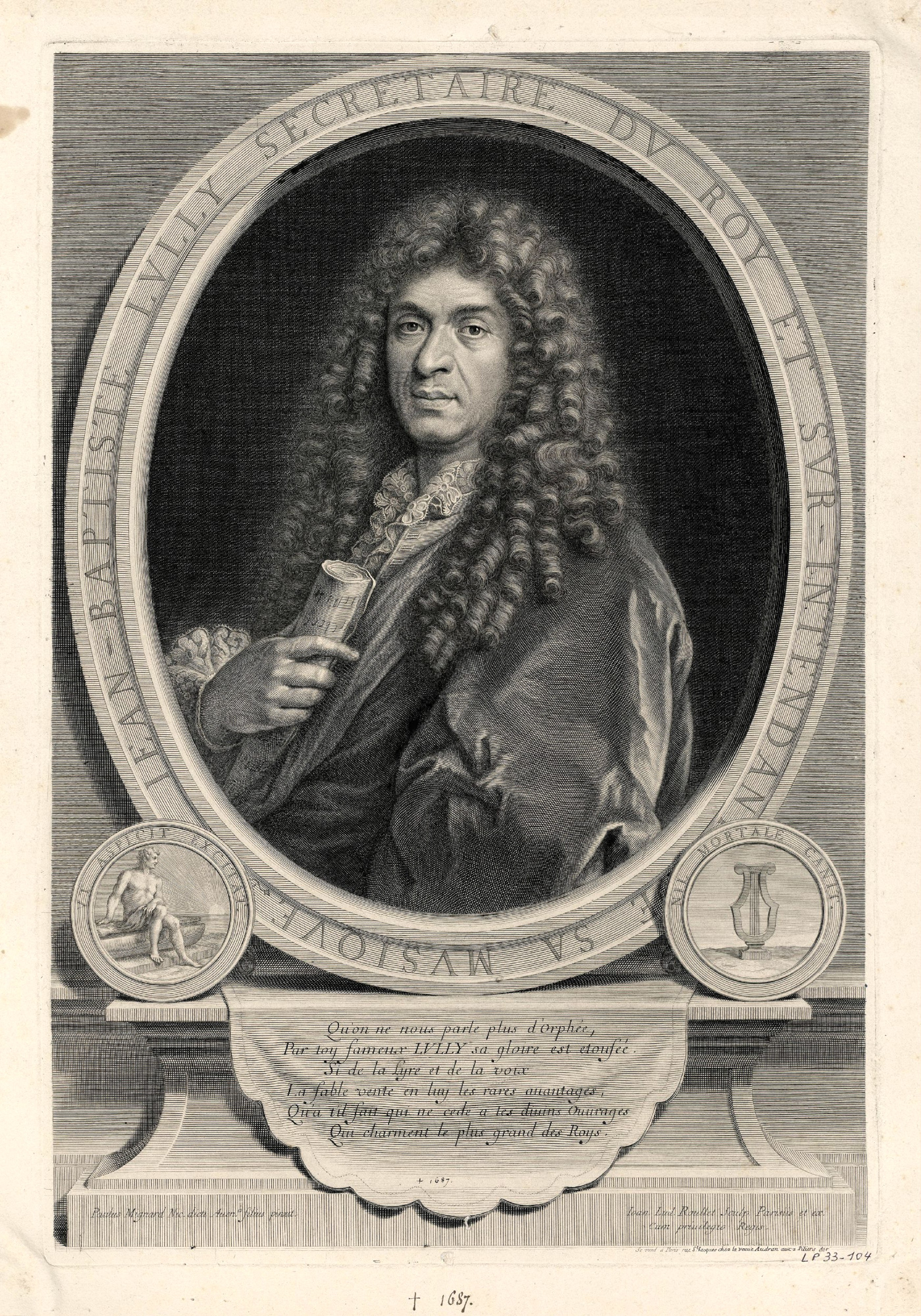
Jean-Baptiste Lully, główny twórca uwertury francuskiej, na akwaforcie Jeana-Louisa Roulleta według Nicolasa Mignarda z XVII wieku

Uwertura francuska wyewoluowała z barokowych uwertur operowych składających się z trzech części: adagio-allegro-adagio, z których pierwsza kończy się pauzą i powtarzana jest jako trzecia, druga zaś jest fugowana. Jej głównym twórcą był Jean-Baptiste Lully, który adagio zamienił na grave, jego allegro posiadało zaś imitowany temat. Podczas inscenizacji oper tego kompozytora Ludwik XIV wchodził do swojej loży wraz z orszakiem w czasie wykonywania pierwszego grave. Uwertura francuska przyjęła się w niemieckich operach okresu baroku, głównie za sprawą Johanna Adolfa Scheibego, który postulował eklektyzm stylistyczny. Uwertura francuska pojawiła się również w pierwszej angielskiej operze, The Siege of Rhodes zbiorowego autorstwa z 1656. Uwertura francuska wpłynęła na concerto grosso, czego przykładem jest np. op. 6 nr 3 Arcangela Corellego. Podobnie jest w przypadku concerto grosso Händla oraz innych utworów tego kompozytora, w których uwertura francuska jest nierzadko częścią najdłuższą (Händel mieszał niekiedy uwerturę francuską z włoską, czego przykładem jest wstęp do Suity g-moll). Uwertury francuskie stanowią również pierwsze części czterech suit orkiestrowych Bacha, zwanych potocznie Uwerturami. Pod koniec XVII wieku uwertura francuska stała się popularna w Republice Weneckiej. Forma ta zanikła ok. 1750.

## Uwertura w dziełach scenicznych
Wstęp instrumentalny do dzieł scenicznych noszący cechy uwertury pojawia się już w komediach rzymskich. Jeszcze wcześniej, w starożytnej Grecji, poprzedzano śpiewanie eposów Homera wstępem instrumentalnym zwanym anabolē. W średniowiecznym dramacie liturgicznym ze względu na brak elementów takich jak uwertura, podnoszona kurtyna czy dzwony oznajmiające rozpoczęcie przedstawienia, wykorzystywano wstęp śpiewany przez chór aniołów, tzw. Siletegesang. W okresie baroku uwertury charakteryzowały się rytmem punktowanym, „który nadawał nawet wolno przebiegającej muzyce dworski wdzięk”. Aż do czasów Beethovena publiczność nie przywiązywała większej wagi do uwertur – słuchano ich nieuważnie, a podczas ich wykonywania swoje miejsca zajmowali możniejsi słuchacze. Pietro Antonio Cesti w operze Porno d’oro poprzedzał każdy akt sonatą. W tym samym dziele po raz pierwszy pojawiają się związki muzyczne pomiędzy uwerturą a właściwą muzyką. Jean-Baptiste Lully poprzedzał uwerturami francuskimi suity wchodzące w skład baletu – w ten sposób uwerturą zaczęto nazywać suitę jako całość. Również u Lullyego po raz pierwszy pojawia się określenie uwertura – składająca się z dwóch części: wolnej w metrum dwudzielnym oraz szybkiej, fugowanej, w metrum trójdzielnym. W operze „Fetonte” Niccola Jommellego uwertura stanowi integralną część pierwszego aktu. W „Orfeuszu” Claudia Monteverdiego uwertura przyjmuje formę toccaty. Stefano Landi określił uwerturę do „Świętego Aleksego” mianem Sinfonia per introduzione del prologo (kompozycja w formie trzyczęściowej canzony). W swoich oratoriach Georg Friedrich Händel swobodnie traktował formę uwertury francuskiej, zarówno jeśli chodzi o metrykę, jak i liczbę części (od dwóch, np. w Samsonoe, do czterech w Saulu). Od klasycyzmu uwertura operowa przyjęła tradycyjnie formę sonatową. Zadaniem niektórych uwertur do oper Jeana-Philippea Rameaua było wprowadzenie słuchaczy w nastrój dramatu co zapowiadało reformę opery przeprowadzoną przez Christopha Willibalda Glucka, zmieniającą m.in. rolę uwertury, która według kompozytora powinna wiązać się z akcją libretta lub też być jego muzycznym streszczeniem (tak też było we francuskich grand opéra, w których wstęp miał charakter potpourri). W dojrzałych dziełach takich jak „Ifigenia w Aulidzie” Gluck prawie zawsze prezentuje uwertury w formie jednoczęściowej. We wspomnianej Ifigenii uwertura zawiera materiał tematyczny pochodzący z pierwszej i ostatniej sceny utworu, w Parysie i Helenie zaś motywy ze wstępu pojawiają się w III akcie. W finale II aktu Don Giovannim (KV 527) Mozart wykorzystuje materiał z uwertury, w wyniku czego opera „otrzymuje jakby budowę trzyczęściową”. W uwerturze do baletu „Twory Prometeusza” Ludwig van Beethoven zastosował dysonujący akord sekundowy, co było kontynuacją rozwijania przez niego harmoniki (m.in. wprowadzenia akordu septymowego na początku I Symfonii C-dur op. 21). W niemieckiej operze romantycznej uwertury przestały przedstawiać treści dzieła, zaczęły natomiast prezentować jego nastrój. Richard Wagner zastąpił uwerturę swobodnym wstępem zwanym Vorspielem, który przechodził bezpośrednio do właściwej części opery, co było typowe dla dramatów muzycznych, dzieł o budowie ciągłej, bez podziału zamknięte numery. W operze Wozzeck Albana Berga uwertura przyjmuje postać trzytaktowego wstępu zawierającego temat (grany przez obój) stanowiący motyw przewodni opery. Uwertury komponowane były nie tylko jako części wielkich form wokalno-instrumentalnych, lecz również jako wstępy do dramatów. Przykładowo Mario Castelnuovo-Tedesco napisał uwertury do siedmiu sztuk Williama Szekspira. Zamiast uwertury stosuje się niekiedy introdukcję.

## Uwertura koncertowa
Uwertury koncertowe zaczęły powstawać w okresie romantyzmu, jako samodzielne dzieła orkiestrowe o swobodniejszej budowie. Są to kompozycje programowe (czego najwybitniejszym przykładem są uwertury Hectora Berlioza, krytykowane w czasach kompozytora) niezależne od utworów scenicznych. W muzyce współczesnej uwertura koncertowa, prócz programowości, cechuje się motorycznością, uwypukleniem kolorystyki oraz czerpaniem tematów z muzyki ludowej.
Uwertura koncertowa zbudowana jest najczęściej w zmodyfikowanej formie sonatowej. Beethoven wprowadził do uwertury rogi (większość jego uwertur) oraz puzony. Charakteryzują się one dużą rozpiętością dynamiczną (od pianissimo possibile do fortissimo possibile) oraz zmodyfikowaną formą sonatową (np. Egmont op. 84 posiada wstęp w wolnym tempie oraz stretto jako codę). Część z nich stanowiły dzieła inspirowane utworami literackimi przeznaczone do wykonywania przed inscenizacjami dramatów takich jak Coriolan Heinricha Josepha von Collina (do którego Beethoven napisał uwerturę o tej samej nazwie, której prawykonanie nie miało związku z inscenizacją dramatu) czy Manfred George’a Gordona Byrona z muzyką Roberta Schumanna. Warto zaznaczyć, iż Beethoven planował skomponowanie uwertury koncertowej z udziałem chóru, w której jako tekst wykorzystałby poemat Friedricha Schillera Oda do radości. Utwór ten, ostatecznie bez udziału chóru znany jest jako Zur Namensfeier op. 115 i został wykonany w 1815 z okazji imienin Antoniego Henryka Radziwiłła. Liszt poprzedził uwerturę do cyklu pieśni chóralnych Les quatre élémens wierszem Alphonsea de Lamartinea Les Préludes. Przykładem uwertury koncertowej o inspiracji innej niż literacka są Hebrydy op. 26 Felixa Mendelssohna-Bartholdyego związane z podróżą autora do Szkocji, Anglii oraz Włoch. Michaił Glinka w swoich uwerturach Jota aragońska i Noc w Madrycie jako pierwszy wprowadził folklor hiszpański do muzyki symfonicznej. Niels Wilhelm Gade w Echach z Ossiana nawiązywał do podań ludowych, co było typowe dla epoki. Uwertury koncertowe tworzono często na specjalne okazje, takie jak święcenie budynków.

## Wpływ na inne gatunki i formy
W częściach chóralnych kantaty Nun komm, der Heiden Heiland (BWV61) Bach wykorzystuje formę uwertury francuskiej. Bach wykorzystał pierwszą część Suity orkiestrowej D-dur jak wstęp do kantaty Ich glaube, lieber Herr (BWV109).
Uwertura, wraz z symfonią programową, dały podwaliny do stworzenia nowego gatunku: poematu symfonicznego. Określenie to ukuł w 1854 Liszt, kompozytor wielu dzieł tego typu. Zmiany jakie zaszły w twórczości operowej kompozytorów XVIII wieku wpłynęły na późniejszą muzykę instrumentalną, w tym na uwertury. Mozart wykorzystywał uwertury ze swoich oper, komponując dodatkowe części w wyniku czego powstawały symfonie. Przykładem może być VII Symfonia D-dur (KV45), w której I część (Allegro) nosi dodatkową nazwę Ouverture. Zwracano uwagę, iż Beethoven wykorzystał jako pierwszy temat III Symfonii Es-dur op. 55 fragment z uwertury do mozartowskiego Bastiena i Bastienny (KV 50). Tomaso Albinoni wykorzystał tradycyjny podział uwertury na trzy części jako podstawę dla trzyczęściowego koncertu. 